# Procleomenes elongatithorax
Procleomenes elongatithorax là một loài bọ cánh cứng trong họ Cerambycidae.